# (2721) Vsekhsvyatskij
(2721) Vsekhsvyatskij – planetoida należąca do zewnętrznej części pasa głównego asteroid okrążająca Słońce w ciągu 5 lat i 306 dni w średniej odległości 3,24 j.a. Została odkryta 22 września 1973 roku w Krymskim Obserwatorium Astrofizycznym w Naucznym na Krymie przez Nikołaja Czernycha. Nazwa planetoidy pochodzi od Sergieja Konstantynowicza Wsiechswiatskiego, rosyjskiego astronoma. Przed nadaniem nazwy planetoida nosiła oznaczenie tymczasowe (2721) 1973 SP2.